# 美国密苏里东区联邦地区法院
美国密苏里东区联邦地区法院（英語：United States District Court for the Eastern District of Missouri，又译美国密苏里东部联邦地区法院）是美國的初审级别联邦地区法院之一，位于密苏里州圣路易斯，其司法管辖范围包括该州东区的50多個县，是美国联邦司法系统中的94个地区法院之一。该法院法官负责主持其管辖范围内所发生联邦事务的民事和刑事审判，法院下又分为三个法庭，分别位于圣路易斯、汉尼拔和开普吉拉多。
密苏里东区联邦地区法院于1857年3月3日建立，是从原本的密苏里联邦地区法院分拆为东、西两个部分后建立，其司法管辖范围自那以后只有过很少的改变。历史上这一法院曾审理过多起最终到达联邦最高法院的重要案件，覆盖的议题包括言论自由、堕胎、财产权和政治献金。截止2013年5月底，法院共有9位在职法官和5位资深法官。

## 授权和管辖范围
作为一个联邦地区法院，美国密苏里东区联邦地区法院会开展民事和刑事审判并发出传票。其中民事案件的范围主要分为两类，一类属于适用一条联邦法律或条约的联邦司法问题管辖范围，另一类属于控辩双方居住在不同州的多样管辖范围；法院还会审理涉及违反联邦法律的刑事案件。绝大多数案件的上诉将提交美国联邦第八巡回上诉法院，只有涉及专利索赔，或是根据《塔克法案》针对联邦政府的索赔案件例外，这两类案件将向美国联邦巡回区上诉法院上诉。经过上诉后的案件如果还需要进一步上诉，则将提交联邦最高法院。
法院总部设在圣路易斯，且分为东区、北部和东南部三个分部。东区分部法庭位于圣路易斯市中心的托马斯·F·伊格尔顿联邦法院，这里也是整个密苏里东区联邦地区法院的主办公地点。法庭管辖的县包括克劳福德县、登特县、富兰克林县、加斯科内德县、杰弗逊县, 林肯县、玛丽县、费尔普斯县、圣查尔斯县、圣弗朗索瓦县、圣路易斯县、沃伦县、华盛顿县和单独的密苏里市。
北部分部法庭位于汉尼拔，但是除非开庭，否则办公室通常无人办公。法庭管辖的县有亚代尔县、奥德雷恩县、沙里顿县、克拉克县、诺克斯县、刘易斯县、林县、梅肯县、马里昂县、门罗县、蒙哥马利县、密苏里州、罗尔斯县、兰道夫县、斯凯勒县、谢尔比县和苏格兰县。
东南分部法庭位于开普吉拉多，名为老拉什·哈德森联邦法院（Rush Hudson Limbaugh Sr. U.S. Courthouse），是以法学家老拉什·哈德森命名的，其管辖的县有波林格县、巴特勒县、开普吉拉多县、卡特县、邓克林县、艾昂县、麦迪逊县、密西西比县、新马德里县、佩米斯科特, 佩里县、雷诺兹县、里普利县、圣热讷维耶沃县、斯科特县、香农县、斯托达德县和韦恩县。

## 历史

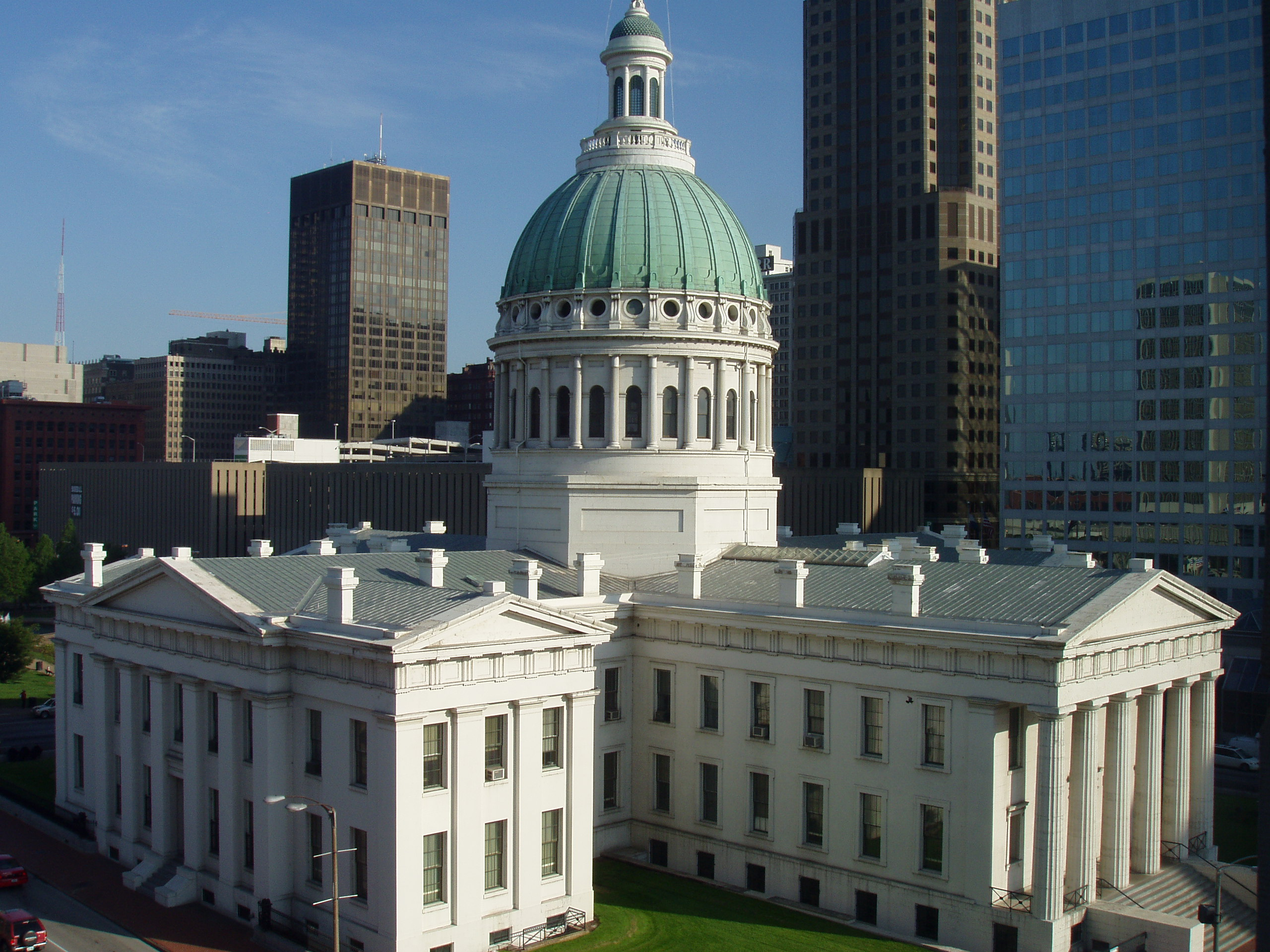
1884年以前密苏里东区联邦地区法院主要在圣路易斯老法院办公

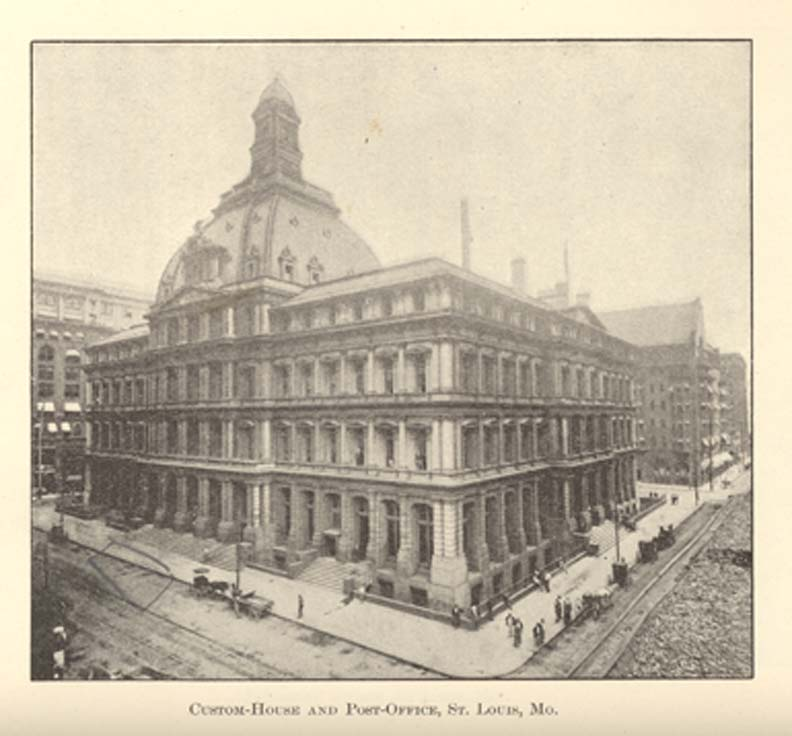
从1884至1935年，法院在圣路易斯的联邦海关和邮局大楼办公

### 起源
1821年8月10日，密苏里正式加入联邦成为合众国的一个州，1822年3月16日，美国国会建立了美国密苏里联邦地区法院。1837年3月3日，密苏里地区被分配至第八巡回区，1857年3月3日，国会将密苏里地区联邦法院细分为东区和西部两部分，从那以后对于两个法院各自的管辖范围只做过少许调整。1845年，国会通过法案将联邦海事司法管辖权扩展至内陆水域，1851年联邦最高法院也支持了该法案。由于其管辖范围内有密西西比河通过，因此东区联邦地区法院审理的涉及海商法案件大幅增多。这些纠纷的范围包括“包运合同，碰撞，海员工资，以及涉及海事司法管辖权的其它（案件）”，还有可能是那些诉讼当事人身在圣路易斯，并且认为前往州首府杰弗逊市进行审理过于不便的案件。

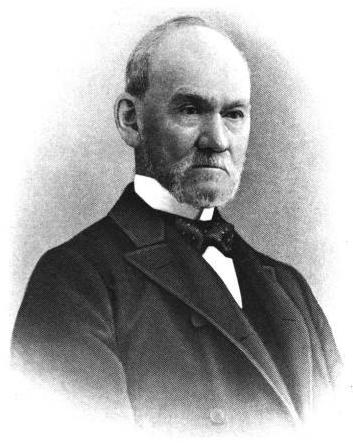
塞缪尔·崔特是密苏里东区联邦地区法院的首位法官

原来的密苏里联邦地区法院细分时只有罗伯特·威廉·威尔斯（Robert William Wells）一位法官，划分后他分配到了密苏里西部联邦地区法院，当时的美国总统富兰克林·皮尔斯于是提名塞缪尔·崔特（Samuel Treat）出任东区联邦地区法院的首位法官。原本的密苏里联邦地区法院有两个办公地点，其中位于圣路易斯的办公地点也在细分后授权东区联邦地区法院使用，并一度与密苏里州法院共同在圣路易斯老法院办公，当时这也是该州最高的大楼。法院成立后的前30年里，主要审理的都是海事和海商案件，包括海上保险理赔等。

### 内战及后果
法院建立几年后，美国内战爆发，密苏里州被划归戒严法管辖。密苏里是一个边界州，其公民壁垒分明，有些支持北方联邦，部分拥护南方联盟，导致联盟政府对此实施严厉的管控措施，包括将大量州民兵送进监狱。当联邦地区法院法官崔特发出一份人身保护令要求释放其中一人时，艾默特·麦克唐纳德上尉和联盟军队指挥官威廉·S·哈尼将军予以拒绝，声称需要向一个“更高的法律”负责。内战期间，法院的案卷有相当一部分来自税收案件。
|  | 内战带来了一堆新类型的案件，有违反财务法规的，或是在多个复杂部门和分支强制执行内部收益法的。当威士忌和烟草，静收入和总收入，厂家和行业，还有遗产、债券、票据、交通公具、药物和药品以及其它数不胜数的项目都由联邦政府来征税时，它们每一个都有独立的代码，都有单独的法律…… |

法院这一时期还审理了多起涉嫌通过走私和欺诈来逃税的刑事案件。内战结束后，面对其造成的经济动荡，联邦国会制定了《1867年破产法》。从颁布到1878年废除，该法案导致了“不计其数（因破产而走上法庭）的争议”。虽然有内战造成的动荡，但密苏里的人口仍出现了爆炸性增长，并于1890年成为美国第5人口大州，法院审理的案件也相应大幅增加。

### 进一步分裂与扩张
1887年的一项国会法案将东区联邦地区法院细分为北部、东区两个法庭。其中东区法庭继续在圣路易斯的联邦海关和邮局大楼办公，北部法庭则转战汉尼拔的邮政局，并在那里持续办公至1960年。这两个法庭加上西部联邦地区法院细分出来的4个法庭，让密苏里州一共有了6个联邦法庭，成为当时全国拥有联邦法庭最多的一个州。之后法院又进一步从原有的东、北两部细分为东、北和东南三个部分。
1888年，奥德雷恩县从东区改为由西部联邦地区法院管辖。1897年，又回归东区联邦地区法院管辖。1891年，原本的联邦巡回法院被新的联邦上诉法院取代。1891年10月12日，美国联邦第八巡回上诉法院首次开庭审案，除了主持审理的法官亨瑞·克莱·卡德维尔外，还有巡回区内两位联邦地区法院法官参加，其中的一位就是东区联邦地区法院的法官阿莫斯·马登·泰尔（Amos Madden Thayer），他之后将获指派成为巡回上诉法院的法官。
1905年，法院获得授权开始在开普吉拉多办公，从1910至1920年还获授权将罗拉作为常设开庭地点。1922年9月14日，密苏里地区的每一个联邦法院都增加了一个法官临时席位。1935年8月19日，所有临时席位成为永久席位。此外，东区联邦地区法院还于1936、1942、1970、1978和1984年各增加了一个法官席位，1990年又增加了两个，至此法官人数达到9人并保持至今。

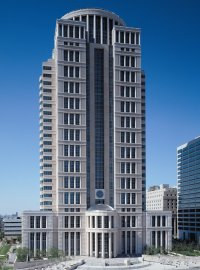
法院目前总部所在的托马斯·F·伊格尔顿联邦法院是全美占地面积最大的法院

东区法庭在圣路易斯的联邦海关和邮局大楼办公至1935年
后搬到了联邦法院大楼和海关大楼，2001年，法院搬迁至托马斯·F·伊格尔顿联邦法院，这是全美占地面积最大的法院。根据2000年美国人口普查，法院辖区内共有近280万人口，在90个联邦司法管辖区内名列第38位。

## 知名案例
经济大萧条期间，联邦最高法院审理了三个有关罗斯福新政措施合宪性的重要案件，其中一个就是从密苏里东区联邦地区法院开始审理的。该案原名“诺曼诉巴尔的摩和俄亥俄铁路公司”，由联邦最高法院与另外两个上诉案件一起审理。最高法院在裁决中支持了东区联邦地区法院法官查尔斯·布里肯里奇·法里斯（Charles Breckenridge Faris）的判决，认为国会有权禁止合同双方约定以黄金进行支付。
1976年，地区法院审理了中密苏里计划生育诉达富斯案，该案挑战了密苏里州的多条有关堕胎的法律并最终上诉到联邦最高法院，最高法院在裁决中重新确认了堕胎权并判定相关限制是违宪的。
在1972年的一起学校废除种族隔离制度的诉讼中，法院要求圣路易斯从1980年开始实施一项废除种族隔离的校车方案。法官威廉·L·汉加特宣布，除非有制订其它方案来执行诉讼条款，否则废除种族隔离的校车方案将得到强制执行。1983年，一辆圣路易斯史无前例的志愿校车开始投入使用，令学校在没有强制执行方案的情况下实现了种族融合。
在之后于1988年上诉至联邦最高法院的哈泽伍德诉库尔梅尔案中，东区联邦地区法院判决认为公立学校学生的课外活动报纸应受到宪法第一修正案较低级别的保护。另外一个公立学校的第一修正案案件则是1998年的比尤辛克诉伍德兰R-IV校区案，法官罗德尼·W·西培尔裁决认为学校因学生发表在自己网站上的内容而对其进行惩罚的作法侵犯了该学生的权利。这个案件之后被更高级别的法院广泛引用。
2000年代，法院审理了另外两个之后上诉至联邦最高法院的知名案件。一个是坚持州政府对公职政治献金数额限制的“尼克松诉缩减密苏里州政府帐目委员会案”；另一个是有关严格限制下级法院权力的塞尔诉美国案，最高法院裁定，下级法院如果要下令强制让那些被认为无法受审的被告服用抗精神病药，则只能是为了让令其可以受审。此外还有一些较为知名的竞争法案件最初也是由东区联邦地区法院审理的，其中包括布朗鞋业公司诉美国案，该案判决中禁止两个同一地区相互竞争的鞋业批发商通过合并来减少竞争；联邦制鞋机械公司诉美国案，该案裁决禁止某些生产设备的长期租约，鲁克尔斯豪斯诉孟山都公司案，该案涉及公司在面临要求披露农药万分的联邦法律时根据密苏里州法维持商业机密的权利。

## 法官

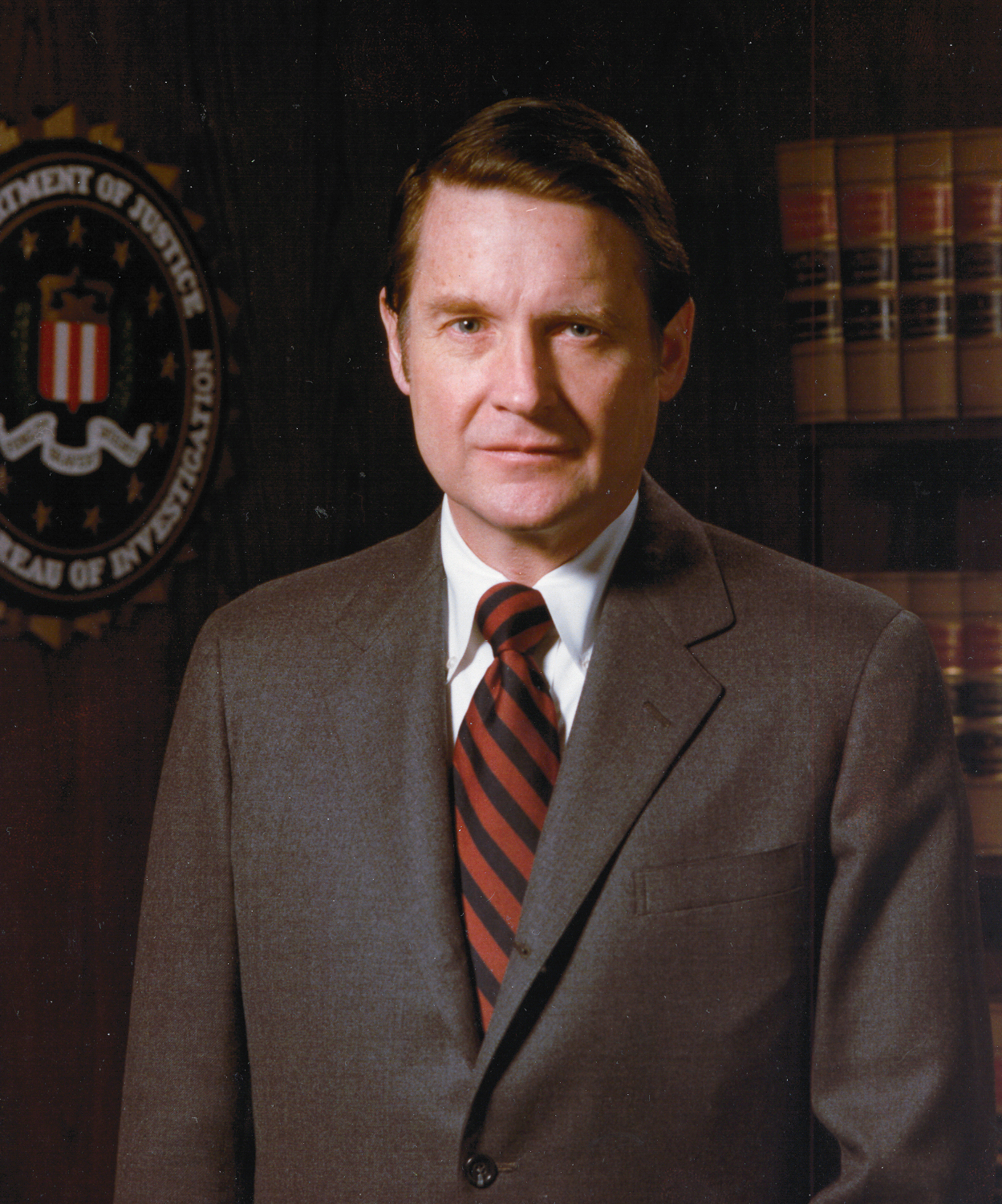
截止2013年5月底，威廉·H·韦伯斯特是最后一位从密苏里东区联邦地区法院提升至第八巡回上诉法院的法官

截止2013年6月5日，密苏里东区联邦地区法院一共有过38名法院。目前法院共有9位在职法官和5位资深法院，现状首席法官是凯瑟琳·D·佩瑞，她于1994年10月7日成为该法院法官，并在2009年起开始担任首席法官。
| 姓名                 | 提名总统      | 任职起始日期   |
| -------------------- | ------------- | -------------- |
| 简·康斯坦斯·汉密尔顿 | 乔治·H·W·布什 | 1990年10月11日 |
| 卡罗尔·E·杰克逊      | 乔治·H·W·布什 | 1992年8月17日  |
| 凯瑟琳·D·佩瑞        | 比尔·克林顿   | 1994年10月7日  |
| 罗德尼·W·西培尔      | 比尔·克林顿   | 1997年11月12日 |
| 亨瑞·爱德华·奥特瑞   | 乔治·W·布什   | 2002年8月2日   |
| 小史蒂芬·N·林姆巴夫  | 乔治·W·布什   | 2008年8月1日   |
| 奥黛丽·G·弗莱西格    | 贝拉克·奥巴马 | 2010年6月7日   |
| 约翰·安德鲁·罗斯     | 贝拉克·奥巴马 | 2011年10月11日 |
| 布莱恩·C·威米斯      | 贝拉克·奥巴马 | 2012年4月30日  |

- 罗德尼·W·西培尔与布莱恩·C·威米斯被同时指派为密苏里东区和西部两个联邦地区法院的法官。

此外，法院目前还有爱德华·路易斯·菲利平（Edward Louis Filippine）、查尔斯·亚历山大·肖（Charles Alexander Shaw）、唐纳德·J·斯托尔（Donald J. Stohr）、E·理查德·韦伯（E. Richard Webber）和纳内特·凯·拉弗瑞（Nanette Kay Laughrey）5名资深法官，不过他们仍然有参加法院的庭审工作。按时间顺序排列，法院的前任首席法官分别是乔治·摩尔（George Moore，1948至1959年）、罗伊·温菲尔德·哈伯（Roy Winfield Harper，1959至1971年）、詹姆斯·哈格诺夫·梅里德斯（James Hargrove Meredith，1971至1979年）、哈里斯·肯尼斯·万格林（Harris Kenneth Wangelin，1979至1983年）、约翰·法兰西斯·南格尔（John Francis Nangle，1983至1990年）、爱德华·路易斯·菲利平（1990至1995年）和简·康斯坦斯·汉密尔顿（1995至2002年）。其中由乔治·H·W·布什提名的汉密尔顿是法院的第一位女性法官。1980年吉米·卡特提名的小克莱德·S·卡希尔则是这里的第一位非裔法官。不过截止2013年5月，法院还没有过拉美裔或亚裔法官。历史上已有5位在这一法院任职的法官成为第八巡加上诉法院法官，分别是艾尔默·布拉格·亚当斯（Elmer Bragg Adams）、约翰·卡斯基·科莱特（John Caskie Collet）、查尔斯·布里肯里奇·法里斯、阿莫斯·马登·泰尔和威廉·H·韦伯斯特，还没有法官成为联邦最高法院大法官或美国首席大法官。

## 脚注
1. ↑  3 Stat. 653.
2. ↑  5 Stat. 176.
3. ↑  11 Stat. 197.
4. ↑  14 Stat. 517.
5. ↑  42 Stat. 838.
6. ↑  49 Stat. 659.
7. ↑  Norman v. B & O Railroad, 294 U.S. 240 (1935)
8. ↑  Hazelwood v. Kuhlmeier, 484 U.S. 260 (1988).
9. ↑  Beussink v. Woodland R-IV School district, 30 F. Supp. 2d 1175 (E.D. Mo. 1998).
10. ↑  Nixon v. Shrink Missouri Government PAC, 528 U.S. 377 (2000).
11. ↑  Sell v. United States, 539 U.S. 166 (2003).